# Camptomyia
Camptomyia is een muggengeslacht uit de familie van de galmuggen (Cecidomyiidae).

## Soorten
- C. abnormis Mamaev, 1961
- C. addenda Spungis, 1989
- C. aestiva Felt, 1912
- C. antennata Felt, 1920
- C. aurora (Mannerheim, 1823)
- C. binotata Kieffer, 1894
- C. calcarata Mamaev, 1964
- C. canadensis (Felt, 1908)
- C. concolor Kieffer, 1894
- C. corticalis (Loew, 1851)
- C. emarginata Panelius, 1965
- C. erythromma (Kieffer, 1888)
- C. fenestralis (Bremi, 1847)
- C. flavocinerea Panelius, 1965
- C. fulva Mamaev, 1961
- C. gigantea Spungis, 1989
- C. helveola (Rübsaamen, 1890)
- C. heterobia Mamaev, 1961
- C. mamaevi Spungis, 1989
- C. maxima Mamaev, 1961
- C. minima Spungis, 1989
- C. montana (Felt, 1908)
- C. multiarticulata (Felt, 1908)
- C. multinoda (Felt, 1908)
- C. nigricornis Kieffer, 1894

- C. nodicornis (Winnertz, 1853)
- C. pallida Kieffer, 1894
- C. panelii Parnell, 1971
- C. piceae Panelius, 1965
- C. pinicola Mamaev, 1961
- C. piptopori Panelius, 1965
- C. populi (Dufour, 1841)
- C. pseudotsugae Hedlin and Johnson, 1968
- C. recta Kieffer, 1896
- C. regia Spungis, 1989
- C. spinifera Mamaev, 1961
- C. szadziewskii Spungis, 1989
- C. ulmicola Mamaev, 1961
- C. unisaetosa Spungis, 1989
- C. valvata (Winnertz, 1853)